# Zinaida Volkova
Zinaida Volkova (née Bronstein, em russo:  Зинаида Волкова) (27 de março de 1901, Sibéria - 5 de janeiro de 1933, Berlim) foi uma marxista russa; foi a primeira filha de Leon Trotsky com sua primeira esposa, Aleksandra Sokolovskaya. Ela e sua irmã Nina foram criadas pelos avós paternos, após seus pais se divorciarem.
Zinaida se casou duas vezes e teve uma filha de seu primeiro marido e um filho de seu segundo. Ambos os maridos morreram durante o Grande Expurgo. Em 1931, Volkova foi autorizada a abandonar a Rússia, tendo apenas o seu filho mais novo, para o seu exílio em Berlim. Ela deixou a filha sob os cuidados do pai da menina, o seu primeiro marido. Sofrendo de tuberculose, então incurável, e depressão, Volkova se suicidou em Berlim.